# 행정행위의 결효
행정행위의 결효란 행정행위의 효력이 소멸되는 것을 말한다. 크게 효력소멸과 무효, 부존재로 나눌 수 있다.